# Leandro Buenno
Leandro Buenno, nome artístico de Leandro Bueno Alves (Cachoeira Paulista, 6 de abril de 1993) é um cantor, compositor e DJ brasileiro. Buenno tornou-se conhecido nacionalmente após participar da 3ª temporada do The Voice Brasil, no qual chegou ao top 8. Logo em seguida ao reality show, Leandro assinou um contrato com a Sony Music, e desde então lançou diversos singles. Seu single mais recente, "Fica Comigo", alcançou mais de 700 mil visualizações no YouTube-.
Buenno é abertamente gay, e tem abordado a temática LGBT no seu trabalho. Buenno acumula mais de 180 mil seguidores no Instagram.

## Vida Pessoal
No dia 14 de maio de 2020, Buenno decidiu fazer um post em seu Instagram revelando ser portador do virus HIV. Segundo o artista, sua abordagem sobre o assunto foi para dar voz à uma comunidade que ainda luta para ganhar notoriedade e respeito dentro da própria comunidade LGBTQI+, que é o grupo de risco mais afetado pela infecção. Leandro estava noivo do modelo Rodrigo Malafaia, os dois se casariam no mesmo ano, mas por conta da pandemia da COVID-19, os planos foram adiados para o ano de 2021. O casamento entre eles ocorreu no dia 4 de fevereiro de 2022. Posteriormente, casaram-se no civil em outubro de 2023.

## Discografia

### Extended plays(EPs)
| Álbum             | Detalhes                                                                               |
| ----------------- | -------------------------------------------------------------------------------------- |
| Leandro Buenno EP | - Lançamento: 21 de março de 2016 - Formatos: Download digital - Gravadora: Sony Music |

### Singles
| Musica             | Ano  | Álbum                         |
| ------------------ | ---- | ----------------------------- |
| Nem Por Um Segundo | 2015 | Leandro Buenno EP             |
| Essa Noite         | 2015 | Leandro Buenno EP             |
| Deixa Eu Te Levar  | 2016 | Não adicionado à nenhum álbum |
| Fica Comigo        | 2017 | Não adicionado à nenhum álbum |